# Anne Sylvestre

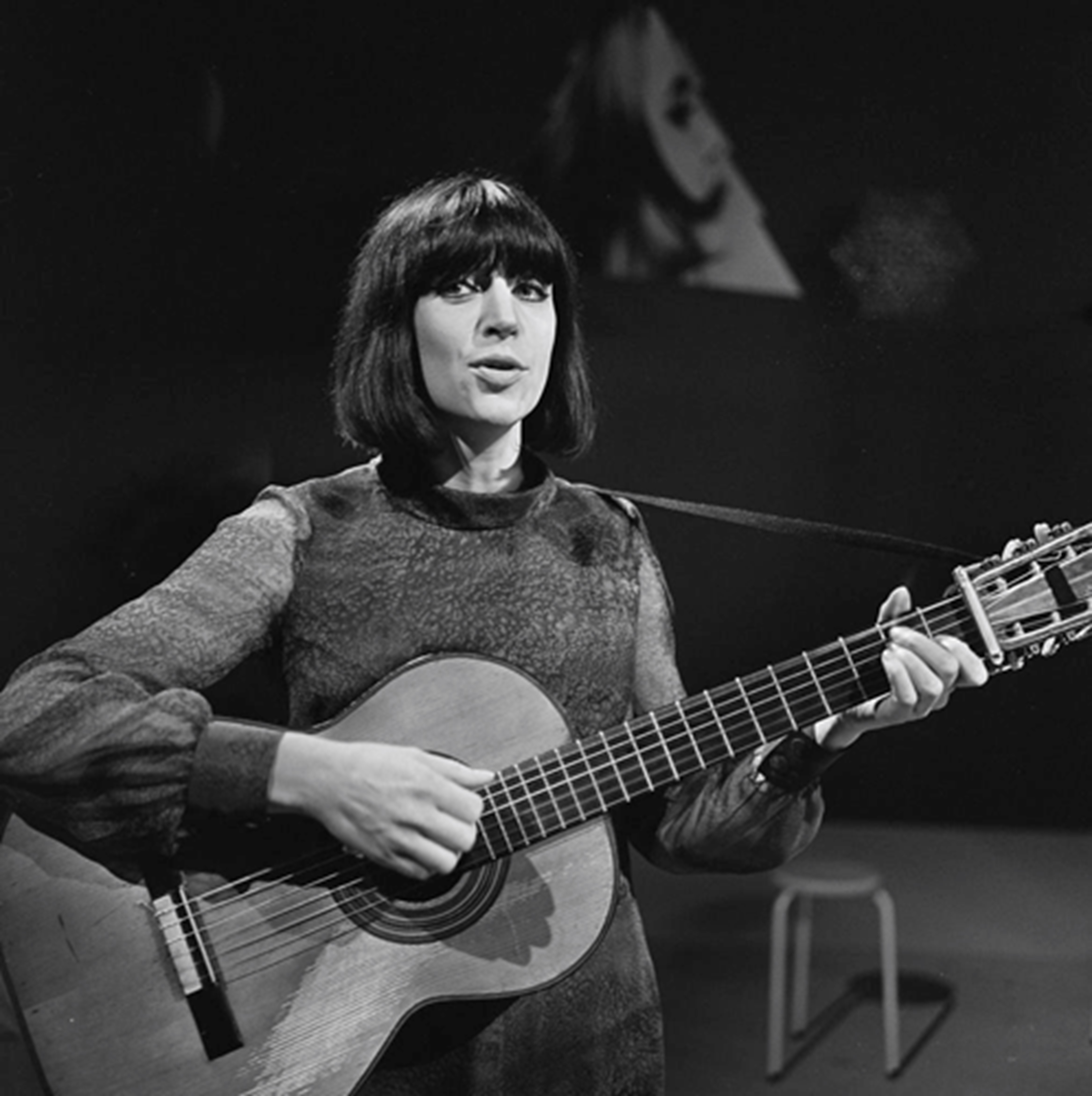
Anne Sylvestre zingt Noël nouvelet en Le cœur sur le bras in het tv-programma Fanclub, 11 december 1965 (uitgezonden op 17 december). Foto gemaakt door Ruud Frings.

Anne Sylvestre, pseudoniem van Anne-Marie Thérèse Beugras (Lyon, 20 juni 1934 -  Neuilly-sur-Seine, 30 november 2020), was een Franse zangeres en liedjesschrijver.
Zeer populair in de jaren '60 en '70, trad zij op voor de televisie met prestigieuze artiesten zoals Georges Brassens, Barbara, Georges Moustaki en Boby Lapointe, en verscheen regelmatig in televisieprogramma's zoals die van Jean-Christophe Averty en Denise Glaser (Discorama).
Ze is ook bekend voor haar kinderliedjes, de fabulettes.
Op haar eerste album zingt Martine Bijl liedjes die geschreven zijn door Anne Sylvestre. Later vertaalde en zong ze andere liederen van Anne Sylvestre, zoals Weet je nog wel, mijn Amstel.
- Bibsys: 90872866
- Bibliothèque nationale de France: cb119258418 (data)
- Gemeinsame Normdatei: 142515930
- International Standard Name Identifier: 0000 0001 2120 8351
- Library of Congress Control Number: n81149792
- MusicBrainz: 5ab7dac9-1099-4dbe-a018-157674689f0c
- Nationale Bibliotheek van Israël: 987007456413205171
- Nederlandse Thesaurus van Auteursnamen: 071811176
- Réseau des bibliothèques de Suisse occidentale: 02-A000159064
- Istituto Centrale per il Catalogo Unico: SBLV119311
- Système universitaire de documentation: 027152820
- Virtual International Authority File: 12315465
- WorldCat: E39PBJtRFbykXrw3QVQpdvx4bd